# کراس کیز (نیوجرسی)
کراس کیز (به انگلیسی: Cross Keys) یک منطقهٔ مسکونی در ایالات متحده آمریکا است که در واشینگتن، گلاستر، نیوجرسی واقع شده‌است. کراس کیز ۴۶ متر بالاتر از سطح دریا واقع شده‌است.